# Голубой грот (Бишево)
Голубой грот (хорв. Modra špilja) — морская экскурсионная пещера (грот), расположенная в бухте Балун на восточной стороне острова Бишево (Сплитско-Далматинская жупания, Хорватия). Грот заполнен водами Адриатического моря. Стал популярной туристической достопримечательностью в связи с тем, что около трёх часов в сутки, в солнечную погоду при тихой воде, полностью наполняется пронзительным голубым сиянием.
Голубой грот имеет 24 метра в длину, от 10 до 20 метров в ширину, высота свода над уровнем воды до 15 метров, глубина составляет 3—20 метров. Надводный вход имеет размер 1,5 метра в высоту и 2,5 метра в ширину, внутрь разрешено заплывать лодкам длиной не более 5 метров, высотой не более одного метра, перевозящим не более 10 человек. Этот искусственный вход никак не влияет на освещение, весь свет попадает внутрь через гораздо больший, но находящийся ниже уровня воды, естественный вход. Пещера, как и весь остров Бишево, состоит из известняка, она была вымыта волнами моря в берегу на протяжении тысячелетий. Пещеру примерно надвое делит каменная «распорка», проходящая от стены до стены на глубине 6 метров.
Местные рыбаки издавна знали об этом гроте, но широко он стал известен с 1884 года после того как его описал и зарисовал барон Ойген фон Рансонет. Тогда грот имел единственный естественный вход, расположенный ниже уровня моря, но вскоре был пробит второй ход, через который могли попасть внутрь небольшие лодки.
Между 10 и 13 часами в грот через естественный подводный вход наиболее сильно проникает солнце. Его лучи, проходящие через толщу воды и отражающиеся от белого дна, наполняет пещеру ярким сиянием, от светло-аквамаринового до насыщенно-голубого и вплоть до серебристого. Полюбоваться на это необычное зрелище приезжают более 10 тысяч туристов в год, как правило также они посещают расположенный неподалёку Зелёный грот.
Голубой грот острова Бишево часто сравнивают с очень похожей достопримечательностью — Голубым гротом острова Капри.